# Baldwin Street
Baldwin Street er ifølge Guinness Rekordbog verdens stejleste gade, med en hældning på 19 grader hvilket svarer til 35%. Til sammenligning hælder Danmarks stejleste vej, Christian Winthersvej i Vejle, med 25,5 %.Gaden ligger i byen Dunedin i Otago regionen på Sydøen i New Zealand. Hvert år i februar bliver der under Dunedin Festival afholdt et væddeløb – The Gut Buster, hvor vinderen løber op og ned igen på omkring 2 minutter. Den totale længde på Baldwin Street er 359 meter, men stigningen foregår kun på de sidste ca. 50 meter. Fra bunden til det højeste punkt er forskellen 69,2 meter.
- En turist går ned ad gaden
- Et kig ned ad gaden
- Bil parkeret på Baldwin Street
- Et hus på gaden

## Ekstern henvisning
- Fakta om Baldwin Street

45°50′58″S 170°32′05″Ø / 45.849444444444°S 170.53472222222°Ø